# تتابع الوصفات الطبية
تتابع الوصفات الطبية (prescription cascade) أو تتابع الوصف الطبي للأدوية (prescribing cascade)هي العملية التي يتم من خلالها تشخيص الآثار الجانبية للأدوية بشكل خاطئ على أنها أعراض لمشكلة أخرى، مما يؤدي إلى المزيد من الوصفات الطبية والمزيد من الآثار الجانبية والتداخلات الدوائية غير المتوقعة، والتي قد تؤدي في حد ذاتها إلى مزيد من الأعراض ومزيد من التشخيص الخاطئ. يحدث تتابع الوصفات الطبية عندما يتم وصف دواء جديد "لعلاج" آثار سلبية لدواء آخر مع الاعتقاد الخاطئ بأن هذه حالة طبية جديدة تتطلب العلاج.هذا مثال دوائي لحلقة الارتجاع. يمكن عكس هذه التتابعات من خلال تقليل وصف الأدوية.

## نظرية تتابع الوصفات الطبية
على مدى السنوات العشرين الماضية، زاد الإنفاق على الأدوية الموصوفة بشكل كبير. ويمكن أن يعزى ذلك إلى عدة حالات مختلفة: هناك زيادة في تشخيص الحالات المزمنة؛ واستخدام العديد من الأدوية من قبل كبار السن؛ وزيادة معدلات الإصابة بالسمنة تعني زيادة في الحالات المزمنة مثل مرض السكري وارتفاع ضغط الدم. نظرًا لأن كل حالة يتم علاجها بدواء محدد، فإن التأثير الجانبي المرتبط بكل دواء يلعب دورًا. إذا فشل الطبيب في التعرف على جميع الأدوية التي يتناولها المريض، فقد يتم إساءة تفسير التفاعل الدوائي الضار على أنه حالة طبية جديدة. يتم وصف دواء آخر لعلاج الحالة الجديدة، ويحدث أثر جانبي سلبي للدواء يتم تشخيصه عن طريق الخطأ مرة أخرى على أنه حالة طبية جديدة. وبالتالي فإن المريض معرض لخطر الإصابة بآثار جانبية إضافية. 
التدخل الطبي الأكثر شيوعًا الذي يقوم به الطبيب هو كتابة الوصفة الطبية. نظرًا لأن الأمراض المزمنة تزداد مع تقدم العمر، يكون كبار السن أكثر عرضة للإصابة بحالات تتطلب العلاج الدوائي، وهم أكثر عرضة للمعاناة من آثار تتابع الوصفات الطبية.
لا يمكن للواصف أن يفعل الكثير لتعديل التغيرات الفسيولوجية المرتبطة بالعمر عند محاولته تقليل احتمالية إصابة شخص كبير السن بتفاعلات أو تداخلات دوائية ضارة. ومع ذلك، عند تقييم مريض يتعاطى العقاقير بالفعل، يجب على الطبيب دائمًا أن يأخذ في الاعتبار ظهور أي علامات وأعراض جديدة كنتيجة محتملة للعلاج الدوائي.

## تعديد الأدوية
تعديد الأدوية هو استخدام العديد من الأدوية في نفس الوقت. مع تقدم الإنسان في العمر، قد تنشأ حالات صحية مختلفة ويجب علاجها. يعاني المريض الأكبر سنًا من مجموعة من المشكلات بدءًا من الحالات الطبية قصيرة المدى وحتى الحالات المزمنة مثل مرض السكري أو ارتفاع ضغط الدم، ويمكن علاج المريض الأكبر سنًا بمجموعة متنوعة من الأدوية في وقت واحد. وجدت مراجعة أجريت في عام 2010 أن الشخص البالغ من العمر 81 عامًا يتناول في المتوسط 15 دواءً مختلفًا في نفس الوقت، تتراوح من 6 إلى 28 دواءً. كما وجدت أيضًا ما يقرب من 8.9 مشكلة متعلقة بالأدوية لكل مريض في الدراسة، تتراوح من 3 إلى 19 مشكلة. وجدت المراجعة أن المرضى كانوا يتناولون عادة أدوية لم يعودوا بحاجة إليها. وبشكل أكثر تحديدًا، أوضحت الأبحاث التي أجريت في أستراليا أن 16% من كبار السن يستخدمون الأدوية التي تشكل جزءًا من تتابع الوصفات الطبية.